# جيوفاني لو سيلسو
جيوفاني لو سيلسو (بالإسبانية: Giovani Lo Celso؛ مواليد 9 أبريل 1996) لاعب كرة قدم أرجنتيني يلعب في مركز خط الوسط مع نادي فياريال في الدوري الإسباني مُعارًا من نادي توتنهام هوتسبير، ويلعب أيضا مع ‌منتخب الأرجنتين.
استقطبه باريس في صيف 2016 من نادي روزاريو سنترال الأرجنتيني وتركه يلعب هناك معاراً لمدّة ستة أشهر حتى انضمّ لباريس سان جيرمان مع بداية عام 2017، ومن ثم انضمّ لفريق نادي توتنهام الإنجليزي عام 2019 ك صفقة إعاره من نادي ريال بيتيس الاسباني استدعاه مدرّب المنتخب الأرجنتيني خيراردو مارتينو "تاتا" ضمن التشكيلة الأولية المشاركة في أولمبياد ريو 2016.

## المسيرة الإحترافية

### روزاريو سنترال
لو سيلسو هو لاعب ظهر في قطاع الناشئين لنادي روزاريو سنترال. ظهر لأول مرة في الدوري في 19 يوليو 2015 ضد فيليز سارسفيلد في تعادل 0-0 على أرضه. في 28 فبراير 2016 ، سجل لو سيلسو هدفه الأول مع روزاريو سنترال في الفوز 3-0 ضد كولون. ثم سجل هدفه الثاني في عندما خسر فريقه 3-2 أمام فيليز سارسفيلد في 10 أبريل 2016.

### باريس سان جيرمان
في 26 يوليو 2016 ، انضم لو سيلسو إلى العملاق الفرنسي باريس سان جيرمان بموجب عقد مدته خمس سنوات حتى عام 2021 ، مقابل مبلغ يقترب من 8.5 مليون جنيه إسترليني. وبقي في روزاريو سنترال على سبيل الإعارة حتى 31 ديسمبر 2016. ظهر لأول مرة مع الفريق الفرنسي في 5 أبريل 2017 في مباراة ربع نهائي كأس فرنسا ضد يو أس أفرانش. ودخل بديلا للاعب أدريان رابيو في الدقيقة 63 عندما فاز الفريق 4-0 خارج الأرض.
جاء لو سيلسو وساعد في تسجيل هدف داني ألفيش في مباراة دوري أبطال أوروبا ضد سلتيك ليحقق النتيجة 7-1. سجل هدفه الأول مع باريس سان جيرمان في الفوز 3-2 ضد رين في 30 يناير 2018.

### ريال بيتيس
في 31 أغسطس 2018 ، انضم لو سيلسو إلى نادي ريال بيتيس في الدوري الأسباني على سبيل الإعارة لمدة موسم مع خيار الشراء. فعل بيتيس هذا البند في 16 أبريل 2019 وانضم لو سيلسو إلى النادي بشكل دائم. خلال الفترة التي قضاها في النادي، قدم لو سيليو 46 مباراة في جميع المسابقات، وسجل 16 هدفًا.

### توتنهام هوتسبر
في 8 أغسطس 2019 ، وقع لو سيلسو مع توتنهام هوتسبرعلى سبيل الإعارة لمدة موسم مع خيار الشراء، بعد صيف طويل من التكهنات حول مستقبله. ظهر لأول مرة مع توتنهام كبديل متأخر في المباراة الثانية في الدوري الإنجليزي الممتاز هذا الموسم ضد مانشستر سيتي التي انتهت 2-2 ، وهي مباراة حدث فيها جدل كبير بسبب حكم الفيديو المساعد .
بعد ثلاث مباريات بديلة للنادي، أصيب لو سيلسو في وركه أثناء أداء الواجب الدولي مع الأرجنتين. بعد عودته من الإصابة، بدأ أول مباراة له مع توتنهام، وسجل هدفه الأول للنادي الذي بدأ الفوز 4-0 على ريد ستار بلغراد في دوري أبطال أوروبا، والذي كان أول فوز خارج الأرض لتوتنهام في ستة أشهر. في 14 يناير 2020 ، سجل لو سيلسو الهدف الافتتاحي في فوز توتنهام 2-1 على ميدلسبره في كأس الاتحاد الإنجليزي.
في موسم 2020-21 ، سجل لو سيلسو هدفه الأول هذا الموسم عندما سجل هدفين في الفوز 7-2 على مكابي حيفا في مباراة فاصلة في الدوري الأوروبي. في 21 نوفمبر 2020 ، سجل لو سيلسو هدفه الأول في الدوري الإنجليزي، بعد 35 ثانية من دخوله كبديل في المباراة ضد مانشستر سيتي ، مما ساعد في تأمين فوز فريقه 2-0.

## الإنجازات
باريس سان جيرمان
- الدوري الفرنسي: 2017–18[4]
- كأس فرنسا: 2016–17،[5] 2017–18[6]
- كأس الرابطة الفرنسية: 2017–18[7]
- كأس الأبطال الفرنسي: 2017،[8] 2018[9]

توتنهام هوتسبير
- كأس رابطة الأندية الإنجليزية المحترفة: الوصيف 2020–21[10]

الأرجنتين
- كوبا أمريكا: 2021[11]
- كأس الأبطال كونميبول–يويفا: 2022[12]

## وصلات خارجية
- جيوفاني لو سيلسو على موقع الاتحاد الأوربي (الإنجليزية)
- جيوفاني لو سيلسو على موقع قاعدة بيانات كرة القدم.إي يو (الإنجليزية)
- جيوفاني لو سيلسو على موقع ليكيب (الفرنسية)
- جيوفاني لو سيلسو على موقع ناشيونال فوتبول تيمز (الإنجليزية)
- جيوفاني لو سيلسو على موقع Soccerbase.com (لاعب) (الإنجليزية)
- جيوفاني لو سيلسو على موقع Soccerway.com (الإنجليزية)
- جيوفاني لو سيلسو على موقع عالم كرة القدم.نت (الإنجليزية)
- جيوفاني لو سيلسو على موقع كووورة
- جيوفاني لو سيلسو على موقع أوليمبيديا (الإنجليزية)
- جيوفاني لو سيلسو على موقع اللجنة الأولمبية الأرجنتينية (الإسبانية)

جيوفاني لو سيلسو - صفحة اللاعب على موقع كووورة 